# Liste des monuments historiques de Saint-Amand (Anvers)
Cette page regroupe l'ensemble des monuments classés de la ville belge de Saint-Amand.
| Objet                                                        | Statut du classement? | Année de construction/architecte | Section communale | Adresse                        | Coordonnées                      | Numéro d'inventaire | Illustration                                           |
| ------------------------------------------------------------ | --------------------- | -------------------------------- | ----------------- | ------------------------------ | -------------------------------- | ------------------- | ------------------------------------------------------ |
| (nl) Schandpaal                                              | Oui                   |                                  | Sint-Amands       | Kerkhofdries                   | 51° 03′ 19″ nord, 4° 12′ 19″ est | 200437              | Téléverser                                             |
| (nl) Kapel van Onze-Lieve-Vrouw-ter-Nood                     | Oui                   |                                  | Sint-Amands       | Boonhof                        | 51° 02′ 36″ nord, 4° 12′ 26″ est | 2085                | Téléverser                                             |
| (nl) Dorpswoning                                             |                       |                                  | Sint-Amands       | Borgstraat 119                 | 51° 03′ 13″ nord, 4° 12′ 19″ est | 2086                | Téléverser                                             |
| (nl) Boerenburgerhuis                                        |                       |                                  | Sint-Amands       | Dam 88                         | 51° 03′ 12″ nord, 4° 12′ 10″ est | 2089                | Téléverser                                             |
| (nl) Woning, dubbelhuisje                                    |                       |                                  | Sint-Amands       | Dam 98                         | 51° 03′ 13″ nord, 4° 12′ 11″ est | 2090                | Téléverser                                             |
| (nl) Kapel van Onze-Lieve-Vrouw van Zeven Weeën              |                       |                                  | Sint-Amands       | Dam 130                        | 51° 03′ 16″ nord, 4° 12′ 12″ est | 2091                | Téléverser                                             |
| (nl) Tweegezinswoning                                        |                       |                                  | Sint-Amands       | Dam 156                        | 51° 03′ 13″ nord, 4° 12′ 09″ est | 2092                | Téléverser                                             |
| (nl) Tweegezinswoning                                        |                       |                                  | Sint-Amands       | Dam 158                        | 51° 03′ 13″ nord, 4° 12′ 09″ est | 2092                | Téléverser                                             |
| (nl) Burgerhuis                                              |                       |                                  | Sint-Amands       | Emile Verhaerenstraat 4        | 51° 03′ 29″ nord, 4° 12′ 07″ est | 2093                | Téléverser                                             |
| (nl) Burgerhuis                                              |                       |                                  | Sint-Amands       | Emile Verhaerenstraat 11       | 51° 03′ 31″ nord, 4° 12′ 10″ est | 2095                | Téléverser                                             |
| (nl) Geboortehuis van Emmanuel Rollier                       |                       |                                  | Sint-Amands       | Emile Verhaerenstraat 14       | 51° 03′ 28″ nord, 4° 12′ 06″ est | 2096                | Téléverser                                             |
| (nl) Drie woningen                                           |                       |                                  | Sint-Amands       | Emile Verhaerenstraat 32       | 51° 03′ 25″ nord, 4° 12′ 09″ est | 2097                | Téléverser                                             |
| (nl) Drie woningen                                           |                       |                                  | Sint-Amands       | Emile Verhaerenstraat 34       | 51° 03′ 25″ nord, 4° 12′ 09″ est | 2097                | Téléverser                                             |
| (nl) Burgerhuis                                              |                       |                                  | Sint-Amands       | Emile Verhaerenstraat 37       | 51° 03′ 29″ nord, 4° 12′ 11″ est | 2098                | Téléverser                                             |
| (nl) Burgerhuis                                              |                       |                                  | Sint-Amands       | Emile Verhaerenstraat 39       | 51° 03′ 29″ nord, 4° 12′ 10″ est | 2099                | Téléverser                                             |
| (nl) Hoekhuis en schuurtje                                   |                       |                                  | Sint-Amands       | Emile Verhaerenstraat 45       | 51° 03′ 27″ nord, 4° 12′ 09″ est | 2100                | Téléverser                                             |
| (nl) Woning, dubbelhuis                                      |                       |                                  | Sint-Amands       | Emile Verhaerenstraat 47       | 51° 03′ 27″ nord, 4° 12′ 09″ est | 2101                | Téléverser                                             |
| (nl) Woning, dubbelhuis                                      |                       |                                  | Sint-Amands       | Emile Verhaerenstraat 51       | 51° 03′ 27″ nord, 4° 12′ 11″ est | 2102                | Téléverser                                             |
| (nl) Woning, dubbelhuis                                      |                       |                                  | Sint-Amands       | Emile Verhaerenstraat 61       | 51° 03′ 25″ nord, 4° 12′ 11″ est | 2103                | Téléverser                                             |
| (nl) Geboortehuis Emile Verhaeren                            |                       |                                  | Sint-Amands       | Emile Verhaerenstraat 69       | 51° 03′ 24″ nord, 4° 12′ 11″ est | 2104                | Téléverser                                             |
| (nl) Burgerhuis                                              |                       |                                  | Sint-Amands       | Emile Verhaerenstraat 69       | 51° 03′ 23″ nord, 4° 12′ 12″ est | 2105                | Téléverser                                             |
| (nl) Burgerhuis                                              |                       |                                  | Sint-Amands       | Emile Verhaerenstraat 71       | 51° 03′ 23″ nord, 4° 12′ 12″ est | 2105                | Téléverser                                             |
| (nl) U-Vormige hoeve                                         |                       |                                  | Sint-Amands       | Fok 18                         | 51° 02′ 29″ nord, 4° 12′ 55″ est | 2106                | Téléverser                                             |
| (nl) Architectenwoning E. Hammenecker                        |                       |                                  | Sint-Amands       | Fok 20A                        | 51° 02′ 26″ nord, 4° 12′ 52″ est | 2107                | Téléverser                                             |
| (nl) U-Vormige hoeve                                         |                       |                                  | Sint-Amands       | Heidestraat 115                | 51° 03′ 27″ nord, 4° 12′ 41″ est | 2110                | Téléverser                                             |
| (nl) Watertoren                                              |                       |                                  | Sint-Amands       | Heidestraat 125                | 51° 03′ 27″ nord, 4° 12′ 43″ est | 2111                | Téléverser                                             |
| (nl) Woonstalhuis                                            |                       |                                  | Sint-Amands       | Heidestraat 149                | 51° 03′ 29″ nord, 4° 12′ 48″ est | 2112                | Téléverser                                             |
| (nl) Herberg van de wipschuttersgilde Sint-Sebastiaan        |                       |                                  | Sint-Amands       | Heikant 7                      | 51° 03′ 28″ nord, 4° 12′ 25″ est | 2114                | Téléverser                                             |
| (nl) Mandenmakerij Hallez-Ceurvelt (voormalige)              |                       |                                  | Sint-Amands       | Heikant 14                     | 51° 03′ 31″ nord, 4° 12′ 26″ est | 2115                | Téléverser                                             |
| (nl) Boerenhuizen                                            |                       |                                  | Sint-Amands       | Heikant 27                     | 51° 03′ 32″ nord, 4° 12′ 23″ est | 2116                | Téléverser                                             |
| (nl) Boerenhuizen                                            |                       |                                  | Sint-Amands       | Heikant 29                     | 51° 03′ 32″ nord, 4° 12′ 23″ est | 2116                | Téléverser                                             |
| (nl) U-Vormige hoeve                                         |                       |                                  | Sint-Amands       | Heikant 32A                    | 51° 03′ 34″ nord, 4° 12′ 27″ est | 2117                | Téléverser                                             |
| (nl) Kerkhof                                                 |                       |                                  | Sint-Amands       | Hekkestraat                    | 51° 03′ 03″ nord, 4° 12′ 07″ est | 2118                | Téléverser                                             |
| (nl) School                                                  |                       |                                  | Sint-Amands       | Hekkestraat 1                  | 51° 03′ 11″ nord, 4° 12′ 15″ est | 2119                | Téléverser                                             |
| (nl) Woning kanunnik J. De Smet                              |                       |                                  | Sint-Amands       | Hekkestraat 5                  | 51° 03′ 10″ nord, 4° 12′ 14″ est | 2120                | Téléverser                                             |
| (nl) Godsgasthuis, thans bejaardentehuis                     | Oui                   |                                  | Sint-Amands       | Hekkestraat 9                  | 51° 03′ 06″ nord, 4° 12′ 12″ est | 2121                | Téléverser                                             |
| (nl) Dokters-/apothekerswoning                               |                       |                                  | Sint-Amands       | Hekkestraat 18                 | 51° 03′ 11″ nord, 4° 12′ 13″ est | 2122                | Téléverser                                             |
| (nl) Gemeentelijke jongensschool                             |                       |                                  | Sint-Amands       | Hekkestraat 24                 | 51° 03′ 10″ nord, 4° 12′ 10″ est | 2123                | Téléverser                                             |
| (nl) Gemeentelijke jongensschool                             |                       |                                  | Sint-Amands       | Hekkestraat 26                 | 51° 03′ 10″ nord, 4° 12′ 10″ est | 2123                | Téléverser                                             |
| (nl) Kapel van Onze-Lieve-Vrouw Ten Donkere                  | Oui                   |                                  | Sint-Amands       | Hekkestraat                    | 51° 03′ 05″ nord, 4° 12′ 05″ est | 2124                | Téléverser                                             |
| (nl) Café met feestzaal De Leeuw                             |                       |                                  | Sint-Amands       | Emile Verhaerenstraat 71       | 51° 03′ 23″ nord, 4° 12′ 12″ est | 2125                | Téléverser                                             |
| (nl) Woning, rijhuis                                         |                       |                                  | Sint-Amands       | Jan Van Droogenbroeckstraat 4  | 51° 03′ 23″ nord, 4° 12′ 12″ est | 2126                | Téléverser                                             |
| (nl) Brouwershuis (voormalig)                                |                       |                                  | Sint-Amands       | Jan Van Droogenbroeckstraat 8  | 51° 03′ 22″ nord, 4° 12′ 13″ est | 2127                | Téléverser                                             |
| (nl) Woning, enkelhuis                                       |                       |                                  | Sint-Amands       | Jan Van Droogenbroeckstraat 10 | 51° 03′ 23″ nord, 4° 12′ 15″ est | 2128                | Téléverser                                             |
| (nl) Brouwershuis (voormalig)                                | Oui                   |                                  | Sint-Amands       | Jan Van Droogenbroeckstraat 11 | 51° 03′ 24″ nord, 4° 12′ 15″ est | 2129                | Téléverser                                             |
| (nl) Neoclassicistische woning                               |                       |                                  | Sint-Amands       | Jan Van Droogenbroeckstraat 12 | 51° 03′ 23″ nord, 4° 12′ 16″ est | 2130                | Téléverser                                             |
| (nl) Neoclassicistische woning                               |                       |                                  | Sint-Amands       | Jan Van Droogenbroeckstraat 14 | 51° 03′ 23″ nord, 4° 12′ 16″ est | 2130                | Téléverser                                             |
| (nl) Eclectische woning                                      |                       |                                  | Sint-Amands       | Jan Van Droogenbroeckstraat 17 | 51° 03′ 24″ nord, 4° 12′ 17″ est | 2131                | Téléverser                                             |
| (nl) Neoclassicistische woning                               |                       |                                  | Sint-Amands       | Jan Van Droogenbroeckstraat 19 | 51° 03′ 24″ nord, 4° 12′ 18″ est | 2132                | Téléverser                                             |
| (nl) Woning, dubbelhuis                                      |                       |                                  | Sint-Amands       | Jan Van Droogenbroeckstraat 20 | 51° 03′ 23″ nord, 4° 12′ 18″ est | 2133                | Téléverser                                             |
| (nl) Parochiecentrum met feestzaal en conciërgewoning        |                       |                                  | Sint-Amands       | Jan Van Droogenbroeckstraat 28 | 51° 03′ 23″ nord, 4° 12′ 21″ est | 2134                | Téléverser                                             |
| (nl) Boerenhuis                                              |                       |                                  | Sint-Amands       | Jan Van Droogenbroeckstraat 43 | 51° 03′ 25″ nord, 4° 12′ 22″ est | 2135                | Téléverser                                             |
| (nl) Werkplaats van voormalige mandenmakerij Hallez-Ceurvelt |                       |                                  | Sint-Amands       | Jan Van Droogenbroeckstraat 48 | 51° 03′ 24″ nord, 4° 12′ 25″ est | 2136                | Téléverser                                             |
| (nl) Herenhuis                                               |                       |                                  | Sint-Amands       | Jan Van Droogenbroeckstraat 51 | 51° 03′ 25″ nord, 4° 12′ 25″ est | 2137                | Téléverser                                             |
| (nl) Boerenhuis                                              |                       |                                  | Sint-Amands       | Jan Van Droogenbroeckstraat 54 | 51° 03′ 24″ nord, 4° 12′ 28″ est | 2138                | Téléverser                                             |
| (nl) Praalgraf voor dichter Emile Verhaeren                  | Oui                   |                                  | Sint-Amands       | Kaai                           | 51° 03′ 26″ nord, 4° 12′ 03″ est | 2139                | Téléverser                                             |
| (nl) Emile Verhaerenmuseum                                   | Oui                   |                                  | Sint-Amands       | Kaai 22                        | 51° 03′ 22″ nord, 4° 12′ 04″ est | 2140                | Téléverser                                             |
| (nl) Woning mandenmakersfamilie Hallez                       |                       |                                  | Sint-Amands       | Kaai 28                        | 51° 03′ 24″ nord, 4° 12′ 06″ est | 2141                | Téléverser                                             |
| (nl) Woning mandenmakersfamilie Hallez                       |                       |                                  | Sint-Amands       | Kaai 30                        | 51° 03′ 24″ nord, 4° 12′ 06″ est | 2141                | Téléverser                                             |
| (nl) Hoekhuis                                                |                       |                                  | Sint-Amands       | Kerkstraat 29                  | 51° 03′ 21″ nord, 4° 12′ 06″ est | 2142                | Téléverser                                             |
| (nl) Twee dorpswoningen                                      |                       |                                  | Sint-Amands       | Kerkhofdries 11                | 51° 03′ 21″ nord, 4° 12′ 20″ est | 2143                | Téléverser                                             |
| (nl) Twee dorpswoningen                                      |                       |                                  | Sint-Amands       | Kerkhofdries 13                | 51° 03′ 21″ nord, 4° 12′ 20″ est | 2143                | Téléverser                                             |
| (nl) Complex met kantoor, appartement en twee woningen       |                       |                                  | Sint-Amands       | Kerkhofdries 27                | 51° 03′ 20″ nord, 4° 12′ 22″ est | 2144                | Téléverser                                             |
| (nl) Parochiekerk Sint-Amands                                | Oui                   |                                  | Sint-Amands       | Kerkstraat                     | 51° 03′ 23″ nord, 4° 12′ 06″ est | 2145                | Téléverser                                             |
| (nl) Ensemble van twee woningen                              |                       |                                  | Sint-Amands       | Kerkstraat 1                   | 51° 03′ 23″ nord, 4° 12′ 10″ est | 2146                | Téléverser                                             |
| (nl) Hoekhuis                                                | Oui                   |                                  | Sint-Amands       | Kerkstraat 2                   | 51° 03′ 24″ nord, 4° 12′ 10″ est | 2147                | Téléverser                                             |
| (nl) Pastorie                                                | Oui                   |                                  | Sint-Amands       | Kerkstraat 5                   | 51° 03′ 22″ nord, 4° 12′ 08″ est | 2148                | Téléverser                                             |
| (nl) Woning, dubbelhuis                                      | Oui                   |                                  | Sint-Amands       | Kerkstraat 7                   | 51° 03′ 22″ nord, 4° 12′ 07″ est | 2149                | Téléverser                                             |
| (nl) Classicistische woning                                  | Oui                   |                                  | Sint-Amands       | Kerkstraat 10                  | 51° 03′ 24″ nord, 4° 12′ 09″ est | 2150                | Téléverser                                             |
| (nl) Woning van 1660                                         | Oui                   |                                  | Sint-Amands       | Kerkstraat 12                  | 51° 03′ 24″ nord, 4° 12′ 08″ est | 2151                | Téléverser                                             |
| (nl) Café A la Belle Alliance                                | Oui                   |                                  | Sint-Amands       | Kerkstraat 13                  | 51° 03′ 21″ nord, 4° 12′ 06″ est | 2152                | Téléverser                                             |
| (nl) Café A la Belle Alliance                                | Oui                   |                                  | Sint-Amands       | Kerkstraat 15                  | 51° 03′ 21″ nord, 4° 12′ 06″ est | 2152                | Téléverser                                             |
| (nl) Woning, diephuis                                        | Oui                   |                                  | Sint-Amands       | Kerkstraat 14                  | 51° 03′ 24″ nord, 4° 12′ 08″ est | 2153                | Téléverser                                             |
| (nl) Woning, diephuis                                        | Oui                   |                                  | Sint-Amands       | Kerkstraat 16                  | 51° 03′ 24″ nord, 4° 12′ 08″ est | 2154                | Téléverser                                             |
| (nl) Kapel Onze-Lieve-Vrouw van Bijstand                     |                       |                                  | Sint-Amands       | Keten                          | 51° 03′ 01″ nord, 4° 13′ 29″ est | 2155                | Téléverser                                             |
| (nl) Boerenhuizen                                            |                       |                                  | Sint-Amands       | Keten 46                       | 51° 02′ 58″ nord, 4° 13′ 43″ est | 2156                | Téléverser                                             |
| (nl) Boerenhuizen                                            |                       |                                  | Sint-Amands       | Keten 52                       | 51° 02′ 58″ nord, 4° 13′ 43″ est | 2156                | Téléverser                                             |
| (nl) U-Vormige hoeve                                         |                       |                                  | Sint-Amands       | Keten 54                       | 51° 02′ 58″ nord, 4° 13′ 45″ est | 2157                | Téléverser                                             |
| (nl) Gesloten hoeve                                          | Oui                   |                                  | Sint-Amands       | Kuitegemstraat 49              | 51° 02′ 34″ nord, 4° 11′ 46″ est | 2158                | Téléverser                                             |
| (nl) Villa Van Stappen of Ten Toren                          |                       |                                  | Sint-Amands       | Larendries 51                  | 51° 02′ 38″ nord, 4° 12′ 45″ est | 2159                | Téléverser                                             |
| (nl) Hoeve met losstaande bestanddelen                       |                       |                                  | Sint-Amands       | Larendries 65                  | 51° 02′ 42″ nord, 4° 12′ 38″ est | 2160                | Téléverser                                             |
| (nl) Winkelhuis                                              |                       |                                  | Sint-Amands       | Livien Van der Looystraat 6    | 51° 03′ 16″ nord, 4° 12′ 16″ est | 2161                | Téléverser                                             |
| (nl) Gemeentehuis, voormalige Villa van Stappen              |                       |                                  | Sint-Amands       | Livien Van der Looystraat 10   | 51° 03′ 16″ nord, 4° 12′ 18″ est | 2162                | Téléverser                                             |
| (nl) Hedendaags kantoorgebouw                                |                       |                                  | Sint-Amands       | Livien Van der Looystraat 30   | 51° 03′ 09″ nord, 4° 12′ 22″ est | 2163                | Téléverser                                             |
| (nl) Dokterswoning                                           |                       |                                  | Sint-Amands       | Marthe Massinstraat 14         | 51° 03′ 16″ nord, 4° 12′ 29″ est | 2164                | Téléverser                                             |
| (nl) Hoekhuis De Passant, bij A. Van Steen                   |                       |                                  | Sint-Amands       | Provincialeweg 25              | 51° 02′ 21″ nord, 4° 13′ 13″ est | 2165                | Téléverser                                             |
| (nl) Hoekhuis In den Arend                                   |                       |                                  | Sint-Amands       | Kerkstraat 1                   | 51° 03′ 23″ nord, 4° 12′ 10″ est | 2166                | Téléverser                                             |
| (nl) Woon- en winkelhuis                                     |                       |                                  | Sint-Amands       | Romain Steppestraat 82A        | 51° 03′ 18″ nord, 4° 12′ 12″ est | 2167                | Téléverser                                             |
| (nl) Woon- en winkelhuis                                     |                       |                                  | Sint-Amands       | Romain Steppestraat 82C        | 51° 03′ 18″ nord, 4° 12′ 12″ est | 2167                | Téléverser                                             |
| (nl) Woon- en winkelhuis                                     |                       |                                  | Sint-Amands       | Romain Steppestraat 84         | 51° 03′ 18″ nord, 4° 12′ 12″ est | 2167                | Téléverser                                             |
| (nl) Burgerhuizen                                            |                       |                                  | Sint-Amands       | Romain Steppestraat 101        | 51° 03′ 18″ nord, 4° 12′ 15″ est | 2168                | Téléverser                                             |
| (nl) Burgerhuizen                                            |                       |                                  | Sint-Amands       | Romain Steppestraat 103        | 51° 03′ 18″ nord, 4° 12′ 15″ est | 2168                | Téléverser                                             |
| (nl) Hoekhuis                                                |                       |                                  | Sint-Amands       | Romain Steppestraat 109        | 51° 03′ 17″ nord, 4° 12′ 14″ est | 2169                | Téléverser                                             |
| (nl) Drie burgerhuizen in eenheidsbebouwing                  |                       |                                  | Sint-Amands       | Scheldelaan 2                  | 51° 02′ 49″ nord, 4° 12′ 08″ est | 2170                | Téléverser                                             |
| (nl) Drie burgerhuizen in eenheidsbebouwing                  |                       |                                  | Sint-Amands       | Scheldelaan 4                  | 51° 02′ 49″ nord, 4° 12′ 08″ est | 2170                | Téléverser                                             |
| (nl) Aangepaste hoeve                                        |                       |                                  | Sint-Amands       | Valk 87                        | 51° 02′ 46″ nord, 4° 12′ 40″ est | 2171                | Téléverser                                             |
| (nl) Boerenhuis                                              |                       |                                  | Sint-Amands       | Valk 101                       | 51° 02′ 47″ nord, 4° 12′ 40″ est | 2172                | Téléverser                                             |
| (nl) Dorpswoning                                             |                       |                                  | Sint-Amands       | Valk 122                       | 51° 02′ 47″ nord, 4° 12′ 34″ est | 2173                | Téléverser                                             |
| (nl) Museum Romain De Saegher                                |                       |                                  | Sint-Amands       | Winkelstraat 38                | 51° 02′ 56″ nord, 4° 12′ 23″ est | 2174                | Téléverser                                             |
| (nl) Parochiekerk Sint-Stefaan                               | Oui                   |                                  | Lippelo           | Lippelodorp 36                 | 51° 02′ 35″ nord, 4° 15′ 46″ est | 2175                | (nl) Parochiekerk Sint-Stefaan                         |
| (nl) Kapel Onze-Lieve-Vrouw Van Meesen                       |                       |                                  | Lippelo           | Kasteeldreef                   | 51° 02′ 21″ nord, 4° 15′ 17″ est | 2177                | Téléverser                                             |
| (nl) Kasteel Hof te Melis                                    | Oui                   |                                  | Lippelo           | Kasteeldreef 32                | 51° 02′ 18″ nord, 4° 15′ 08″ est | 2178                | Téléverser                                             |
| (nl) 'S Gravenkasteel                                        |                       |                                  | Lippelo           | Lippelodorp 4                  | 51° 02′ 36″ nord, 4° 16′ 07″ est | 2179                | Téléverser                                             |
| (nl) Afspanning Den Hert (voormalige)                        |                       |                                  | Lippelo           | Lippelodorp 19                 | 51° 02′ 36″ nord, 4° 15′ 48″ est | 2181                | Téléverser                                             |
| (nl) Afspanning Den Hert (voormalige)                        |                       |                                  | Lippelo           | Lippelodorp 20                 | 51° 02′ 36″ nord, 4° 15′ 48″ est | 2181                | Téléverser                                             |
| (nl) Pastorie                                                |                       |                                  | Lippelo           | Lippelodorp 31                 | 51° 02′ 36″ nord, 4° 15′ 44″ est | 2182                | Téléverser                                             |
| (nl) Gemeentelijke Openbare Bibliotheek                      |                       |                                  | Lippelo           | Lippelodorp 33                 | 51° 02′ 36″ nord, 4° 15′ 44″ est | 2183                | Téléverser                                             |
| (nl) Chirolokalen, voormalige school                         |                       |                                  | Lippelo           | Lippelodorp 35                 | 51° 02′ 37″ nord, 4° 15′ 44″ est | 2184                | Téléverser                                             |
| (nl) Zusterhuis en Vrije Basisschool                         |                       |                                  | Lippelo           | Lippelodorp 48                 | 51° 02′ 35″ nord, 4° 15′ 42″ est | 2185                | Téléverser                                             |
| (nl) Herenhuis                                               |                       |                                  | Lippelo           | Lippelodorp 58                 | 51° 02′ 33″ nord, 4° 15′ 36″ est | 2186                | Téléverser                                             |
| (nl) Kapel Onze-Lieve-Vrouw van de Wipheide                  | Oui                   |                                  | Lippelo           | Oppuurseweg                    | 51° 02′ 49″ nord, 4° 15′ 00″ est | 2187                | Téléverser                                             |
| (nl) Hoeve Hof te Moortere (voormalige)                      |                       |                                  | Lippelo           | Wipheide 57                    | 51° 03′ 06″ nord, 4° 15′ 30″ est | 2189                | Téléverser                                             |
| (nl) Boneffehoeve                                            |                       |                                  | Lippelo           | Wipheide 59                    | 51° 03′ 08″ nord, 4° 15′ 23″ est | 2190                | Téléverser                                             |
| (nl) Spoorwegstation, thans woning                           | Oui                   |                                  | Oppuurs           | Kattestraat 30                 | 51° 04′ 13″ nord, 4° 14′ 43″ est | 2191                | (nl) Spoorwegstation, thans woning                     |
| (nl) Stoommaalderij (voormalige)                             |                       |                                  | Oppuurs           | Kattestraat 45                 | 51° 04′ 08″ nord, 4° 14′ 34″ est | 2192                | (nl) Stoommaalderij (voormalige)                       |
| (nl) Kapel Onze-Lieve-Vrouw Onbevlekte Ontvangenis           |                       |                                  | Oppuurs           | Lippeloseweg                   | 51° 03′ 49″ nord, 4° 14′ 42″ est | 2193                | (nl) Kapel Onze-Lieve-Vrouw Onbevlekte Ontvangenis     |
| (nl) U-Vormige hoeve                                         |                       |                                  | Oppuurs           | Lippeloseweg 58                | 51° 03′ 31″ nord, 4° 14′ 50″ est | 2194                | (nl) U-Vormige hoeve                                   |
| (nl) Hulpgemeentehuis en Openbare Bibliotheek                | Oui                   |                                  | Oppuurs           | Meirstraat 34                  | 51° 04′ 03″ nord, 4° 14′ 47″ est | 2195                | (nl) Hulpgemeentehuis en Openbare Bibliotheek          |
| (nl) Kapel Onze-Lieve-Vrouw van Atlijddurende Bijstand       | Oui                   |                                  | Oppuurs           | Meirstraat                     | 51° 04′ 11″ nord, 4° 15′ 01″ est | 2196                | (nl) Kapel Onze-Lieve-Vrouw van Atlijddurende Bijstand |
| (nl) Hoeve met losstaande bestanddelen                       |                       |                                  | Oppuurs           | Meir 85                        | 51° 04′ 28″ nord, 4° 14′ 46″ est | 2197                | (nl) Hoeve met losstaande bestanddelen                 |
| (nl) Parochiekerk Sint-Johannes en Amandus                   | Oui                   |                                  | Oppuurs           | Oppuursdorp                    | 51° 03′ 58″ nord, 4° 14′ 40″ est | 2198                | (nl) Parochiekerk Sint-Johannes en Amandus             |
| (nl) Pastorie                                                |                       |                                  | Oppuurs           | Oppuursdorp 15                 | 51° 03′ 57″ nord, 4° 14′ 41″ est | 2199                | (nl) Pastorie                                          |
| (nl) Arbeidershuis                                           |                       |                                  | Oppuurs           | Oppuursdorp 24                 | 51° 04′ 00″ nord, 4° 14′ 40″ est | 2200                | (nl) Arbeidershuis                                     |
| (nl) Dorpshuis, voormalige gemeenteschool                    |                       |                                  | Oppuurs           | Oppuursdorp 48                 | 51° 04′ 00″ nord, 4° 14′ 35″ est | 2201                | (nl) Dorpshuis, voormalige gemeenteschool              |
| (nl) Villa Nieuw Oppuers of Het Viertorenhuis                |                       |                                  | Oppuurs           | Oppuursdorp 54                 | 51° 03′ 59″ nord, 4° 14′ 32″ est | 2202                | (nl) Villa Nieuw Oppuers of Het Viertorenhuis          |
| (nl) Villa Nieuw Oppuers of Het Viertorenhuis                |                       |                                  | Oppuurs           | Oppuursdorp 56                 | 51° 03′ 59″ nord, 4° 14′ 32″ est | 2202                | (nl) Villa Nieuw Oppuers of Het Viertorenhuis          |
| (nl) Villa Nieuw Oppuers of Het Viertorenhuis                |                       |                                  | Oppuurs           | Oppuursdorp 58                 | 51° 03′ 59″ nord, 4° 14′ 32″ est | 2202                | (nl) Villa Nieuw Oppuers of Het Viertorenhuis          |
| (nl) Woning, voormalig zusterklooster                        |                       |                                  | Oppuurs           | Oppuursdorp 60                 | 51° 03′ 59″ nord, 4° 14′ 32″ est | 2203                | (nl) Woning, voormalig zusterklooster                  |
| (nl) Woning, dubbelhuis                                      |                       |                                  | Oppuurs           | Oppuursdorp 82                 | 51° 03′ 59″ nord, 4° 14′ 24″ est | 2204                | (nl) Woning, dubbelhuis                                |
| (nl) Halfvrijstaand dubbelhuis                               |                       |                                  | Sint-Amands       | Kaai 31                        | 51° 03′ 21″ nord, 4° 12′ 05″ est | 85717               | Téléverser                                             |
| (nl) Zonnehuis kasteel Fouarge                               |                       |                                  | Sint-Amands       | Kuitegemstraat 25              | 51° 02′ 51″ nord, 4° 12′ 16″ est | 85719               | Téléverser                                             |